# This Beautiful Mess
This Beautiful Mess è il secondo album del gruppo statunitense dei Sixpence None the Richer.

## Tracce
Tutte le canzoni, salvo dove indicato diversamente sono state scritte da Matt Slocum.
1. "Angeltread" – 3:28
2. "Love, Salvation, the Fear of Death" (James Arhelger, Slocum) – 3:51
3. "Bleeding" – 5:04
4. "Within a Room Somewhere" – 5:06
5. "Melting Alone" – 4:03
6. "Circle of Error" – 5:04
7. "The Garden" (Arhelger, Dale Baker, Leigh Bingham, Slocum) – 4:03
8. "Disconnect" (Tess Wiley) – 4:20
9. "Thought Menagerie" – 3:11
10. "Maybe Tomorrow" – 4:22
11. "Drifting" – 3:42
12. "I Can't Explain" – 3:25